# Heraclea Póntica
Heraclea Póntica (griego antiguo Ηράκλεια Ποντική, latín Heraclea Pontica, turco Karadeniz Eregli) fue una antigua polis (ciudad estado) situada en la costa de Bitinia, en el Asia Menor, en la desembocadura del río Kilijsu. Estaba en el sitio de la actual ciudad de Karadeniz Ereğli, en la provincia turca de Zonguldak.

## Origen mitológico

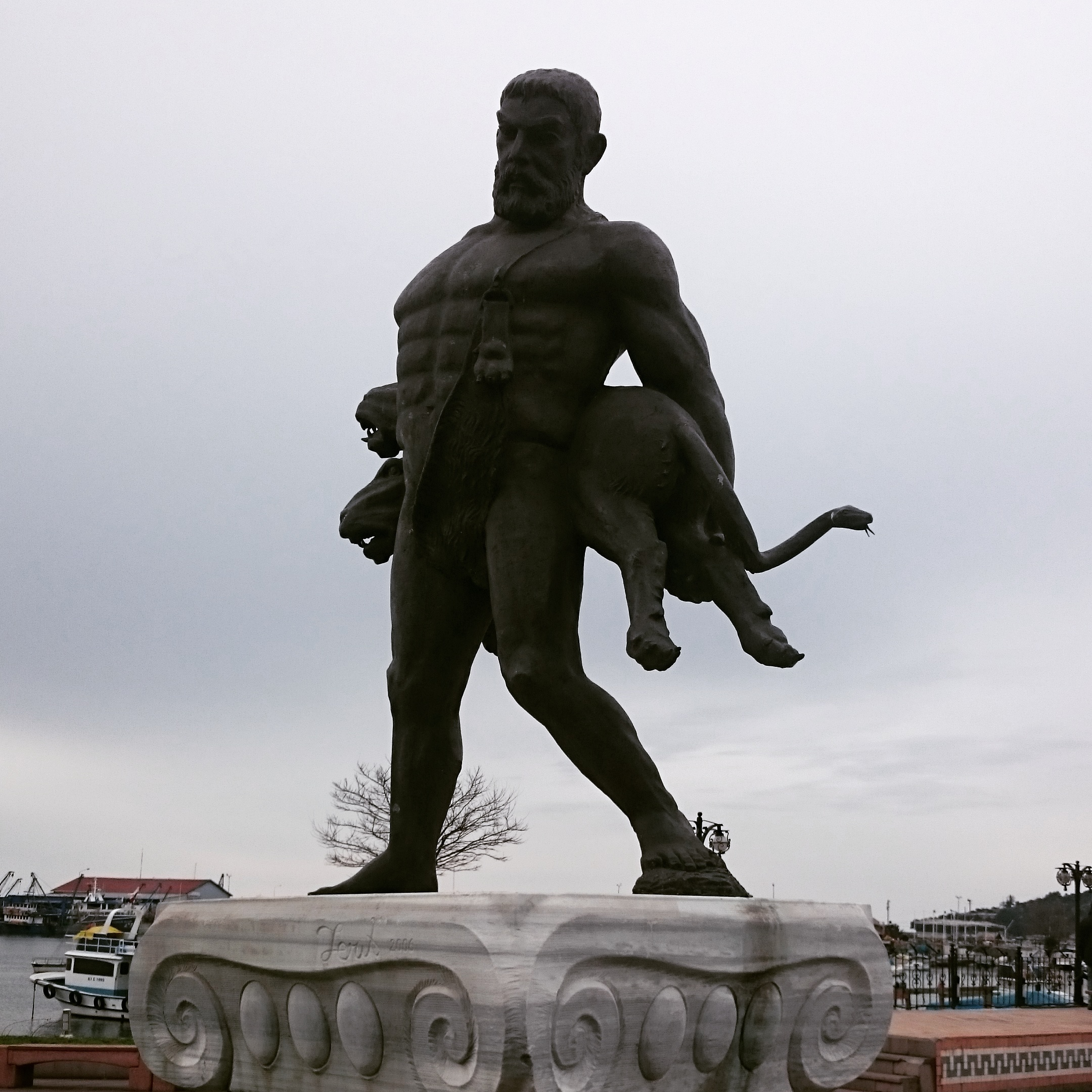
Monumento a Heracles en Karadeniz Ereğli.

Según la mitología griega, fue llamada así por los antiguos griegos, quienes creían que fue allí donde Heracles descendió a los Infiernos en busca de Cérbero, a través de una gruta por la que el río Aqueronte conducía hasta allí.

## Historia

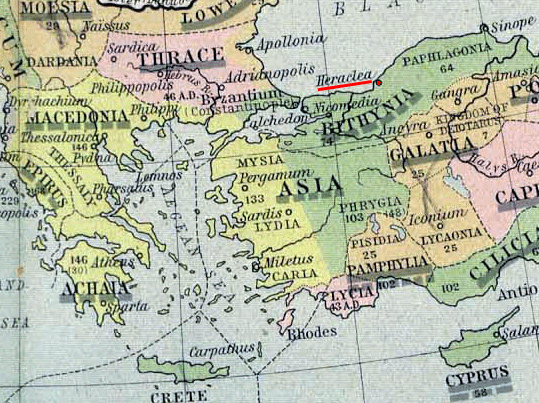
Mapa con la situación de Heraclea Póntica (subrayada en rojo), durante la expansión romana de 264 a. C.

### Fundación y periodo clásico
Situada a unos 200 km al este del Bósforo, fue fundada hacia 560-558 a. C. como colonia de Mégara y de Beocia, aunque Estrabón señala que había sido fundada por colonos de Mileto pero se cree que esta afirmación es un error del geógrafo. Pronto sometió a la servidumbre a los mariandinos, pueblo originario de la región y extendió su poder sobre un territorio considerable. Los mariandinos sometidos quedaron en una situación que ha sido comparada con la de los ilotas en Esparta.
La ciudad alcanzó rápidamente la prosperidad y fundó sus propias colonias, como Calatis (hacia 550-525 a. C.) y Quersoneso (en 422/1 a. C.) Contaba con un puerto muy activo que podía equipar numerosas trirremes.
Poco después de su fundación fue disuelta la democracia por causa de disensiones internas que produjeron numerosos destierros por causa de los demagogos. Aristóteles menciona también una revuelta contra Euritión que se produjo en la ciudad una vez instaura la oligarquía por causa de una sentencia de una acusación de adulterio.
En uno de los episodios de la defección de Mitilene de la Liga de Delos, y de su captura por los atenienses (428 a. C.), el general ateniense Lámaco, perdió los diez trirremes que ancló en Heraclea, debido a las fuertes lluvias caídas que provocaron el desbordamiento del río Calete.
A Heraclea llegaron los mercenarios griegos de la Expedición de los Diez Mil en su retirada hacia Grecia pero cuando plantearon a los habitantes de la ciudad que les entregaran una asignación económica para alimentos, los heracleotas se refugiaron con sus bienes dentro de sus murallas. Entonces los mercenarios se dividieron en tres grupos que tomaron rutas diferentes.
Lugar de nacimiento del filósofo del siglo IV a. C., Heráclides Póntico, fue objeto de una historia, de al menos dieciséis libros, redactada en el siglo I por Memnón de Heraclea Póntica. De esta obra no ha subsistido más que un resumen de los libros 9 a 16, que se encuentra en el Miriobiblon o Biblioteca de Focio. El resumen cubre el periodo de la tiranía de Clearco de Heraclea (h. 364-353 a. C.) hasta los últimos años de Julio César.

### Periodo helenístico
Clearco, que había sido discípulo de Platón y de Isócrates, mantuvo una política de acercamiento con los persas y fue el primer tirano de la ciudad que estableció en ella una biblioteca pero fue asesinado a causa de su carácter cruel y sanguinario. Su hermano Sátiro se hizo cargo del gobierno como regente y, según Memnón, superaba a su antecesor en crueldad. En esta época hay documentado un tratado firmado entre 353/2 y 346/5 por la ciudad de Sinope y Sátiro y los hijos de Clearco (los gobernantes de Heraclea) de defensa mutua. En su vejez, Sátiro cedió el poder a Timoteo, hijo de Clearco, que gobernó conjuntamente con su hermano Dionisio. Este asumió el poder en solitario tras la muerte de Timoteo en el 337 a. C. Por aquellos años Alejandro Magno conquistó su imperio y los desterrados de Heraclea solicitaron, primero a Alejandro y luego a Pérdicas poder volver a su ciudad y la instauración de una democracia, pero Dionisio consiguió mantenerse en el poder y contrajo matrimonio con Amastris, hija de Oxatres, el hermano de Darío III de Persia. Durante esta época floreció la ciudad de Heraclea. 
Dionisio murió hacia el 305 a. C. y Amastris ocupó el poder como regente en nombre de sus hijos, protegida en un principio por Antígono hasta que Lisímaco de Tracia la convirtió en su esposa. Ella se desplazó a Sardes para unirse a él, pero cuando Lisímaco cambió su afecto por el de Arsínoe, la hija de Ptolomeo Filadelfo, Amastris regresó a Heraclea y poco después fundó la ciudad que llevaba su nombre, Amastris, mediante el sinecismo de cuatro ciudades. Clearco, su hijo, alcanzó la edad adulta, se convirtió en el gobernante de la ciudad y combatió en diversas guerras como aliado de Lisímaco. Junto a Clearco gobernó su hermano Oxatres hasta que Lisímaco acudió a Heraclea y los hizo matar como supuestos responsables de la muerte de Amastris. Tras ello cedió Heraclea a su esposa Arsínoe, que nombró a Heráclides de Cime como gobernante de la ciudad. Entretanto, Lisímaco se había ganado el desprecio de sus súbditos cuando hizo matar a su propio hijo Agatocles y Seleuco aprovechó esta situación para combatirle. Lisímaco murió en la batalla de Curupedión, por la lanza de un hombre de Heraclea, en el 281 a. C. 
Libres de Lisímaco, los habitantes de Heraclea trataron de recuperar su independencia y como Heráclides se negaba a abandonar la ciudad lo hicieron prisionero, designaron a Fócrito como su gobernante, y enviaron embajadores a Seleuco, aunque este había recibido noticias de que los heracleotas eran hostiles hacia él y se irritó contra ellos. Por otra parte, el reino de Bitinia, gobernado por Cipetes I de Bitinia, atacó el territorio de la ciudad y lo arrasó.
Ante la enemistad con Seleuco, los heracleotas buscaron una alianza con el Reino del Ponto y las ciudades de Bizancio y Calcedón, formando la llamada Liga del Norte en 280/79 a. C. Además, los desterrados de Heraclea regresaron a su ciudad, donde fueron bien acogidos.
Durante las disputas por el poder en Macedonia de aquellos años, varias naves de Heraclea formaban parte de la flota que luchó en una batalla bajo el mando de Ptolomeo Cerauno (hermano de Arsínoe), y vencieron, frente a Antígono II Gónatas. Entre ellas destacaba un octorreme llamado «portador de leones», que contaba con 1600 remeros y 1200 soldados en cubierta.
Más tarde, Antíoco I Sóter trató de recuperar los territorios que habían pertenecido a su padre Seleuco y envió tropas a la conquista de Heraclea y otras ciudades, bajo el mando de Hermógenes, pero este hizo un pacto con los heracleotas. Cuando Hermógenes murió en batalla contra los bitinios, los heracleotas se aliaron con Nicomedes, rey de Bitinia. Heraclea se hizo con el control de algunos territorios que antes les habían pertenecido (Cío, Tieo y algunos territorios de los tinios) ofreciendo dinero pero no pudieron conseguir el dominio sobre la ciudad de Amastris. También combatieron contra el gobernante de Tinia, Cipetes, pero fueron derrotados. Más tarde, los heracleotas ofrecieron la ayuda de trece trirremes a Nicomedes para hacer frente a Antíoco, aunque sin llegar a entrar en batalla. También ofrecieron ayuda en forma de dinero a Bizancio, que estaba arruinada tras haber sido asolada por los galos. Luego, cuando Nicomedes forjó una alianza con los galos, con ayuda de estos y de los heracleotas realizó muchas conquistas en Bitinia. 
A la muerte de Nicomedes las luchas por el poder produjeron que los galos asolaran el territorio de Heraclea en dos ocasiones, hasta que una embajada los persuadió a retirarse tras el pago de una cantidad monetaria. Por otra parte, Ptolomeo II de Egipto favoreció a la ciudad de Heraclea y construyó un templo dedicado a Heracles.
Después de la Guerra romano-siria, Heraclea firmó un tratado de amistad y mutua ayuda con estos últimos en el año 185 a. C., del que se conservó una copia en el templo de Zeus de la ciudad.
El rey Prusias de Bitinia sometió a asedio a Heraclea pero tras ser herido, se vio obligado a levantar el sitio. Más tarde sufrieron otro asedio por parte de los galos pero los heracleotas lograron expulsarlos.

### Periodo romano
Durante las guerras mitridáticas, tanto los romanos como Mitrídates, rey del Ponto, solicitaron a los heracleotas que se hicieran sus aliados pero ellos respondieron que solo se iban a preocupar por defender su propio territorio y no podían ofrecer ayuda a ningún bando. Sin embargo después de que Arquelao, comandante de la armada del Ponto, obligó a que Heraclea les proporcionase cinco trirremes, Heraclea fue considerada enemiga por los romanos. Tras sufrir varios reveses militares en el año 72 a. C., Mitrídates quiso refugiarse en Heraclea y consiguió entrar en la ciudad mediante una estratagema. A continuación trató de ganarse el favor de sus ciudadanos y dejó una guarnición de 4000 soldados bajo el mando de Conacórex. La guerra prosiguió y los romanos, dirigidos por el procónsul Marco Aurelio Cota asediaron Heraclea durante dos años. La ciudad fue tomada por medio de una traición de algunos heracleos y finalmente fue saqueada y destruida. Cota fue después acusado ante el Senado romano de haber destruido la ciudad únicamente por beneficio propio y decidió entregar parte de las riquezas obtenidas en el pillaje. También se liberó a los prisioneros de Heraclea y se les permitió regresar a su ciudad, aunque solo volvieron unos 8000, que reconstruyeron la ciudad,
En el año 63 a. C. Heraclea quedó encuadrada en la provincia del Ponto. En el año 47 a. C. Julio César creó una colonia romana en la ciudad. En el año 40 a. C. Marco Antonio cedió al gálata Adiatórix la parte de la ciudad que pertenecía a los griegos y atacó y aniquiló a los colonos romanos, por orden de aquel.
Estrabón señala que el territorio de Heraclea producía la planta venenosa del acónito.
La ciudad moderna es sobre todo conocida por sus minas de carbón de antracita, de las que Estambul recibe una buena parte de su producción.